# Sushant Singh Rajput
Sushant Singh Rajput, född 21 januari 1986 i Patna, död 14 juni 2020 i Bombay, var en indisk skådespelare inom Bollywood. Han medverkar i filmer som Detective Byomkesh Bakshy! från 2015 och Kedarnath från 2018. Rajput begick självmord genom hängning i juni 2020.